# Taoughilt
Taoughilt (franska: Taoughilt (CR), Taoughilt (Commune Rurale), arabiska: اشبانات) är en kommun i Marocko.   Den ligger i provinsen Sidi Kacem och regionen Rabat-Salé-Kénitra, i den nordöstra delen av landet, 130 km öster om huvudstaden Rabat. Antalet invånare är 14 108.